# Neoheterobothrium cynoscioni
Neoheterobothrium cynoscioni är en plattmaskart. Neoheterobothrium cynoscioni ingår i släktet Neoheterobothrium och familjen Diclidophoridae. Inga underarter finns listade i Catalogue of Life.